# Wiesław Pielaszkiewicz
Wiesław Franciszek Pielaszkiewicz (ur. 19 stycznia 1946 w Kraśniku, zm. 13 października 2014 w Stalowej Woli) – polski działacz samorządowy i partyjny, inżynier, w latach 1981–1986 prezydent Stalowej Woli.

## Życiorys
Syn Zygmunta i Aleksandry. Absolwent technikum mechanicznego w Kraśniku i Wydziału Elektroniki Politechniki Warszawskiej (1971), kształcił się też w Wieczorowym Uniwersytecie Marksizmu-Leninizmu. Od 1971 był zatrudniony w dziale inwestycji Huty Stalowa Wola, gdzie doszedł do stanowiska głównego specjalisty ds. mechanicznych. Działał w Towarzystwie Przyjaźni Polsko-Radzieckiej, w 1975 wstąpił do Polskiej Zjednoczonej Partii Robotniczej, zaś w latach 80. należał do plenum i egzekutywy Komitetu Miejskiego PZPR w Stalowej Woli. W latach 1979–1981 wiceprezydent, zaś w latach 1981–1986 prezydent Stalowej Woli. W późniejszych latach prezes klubu sportowego MKL „Sparta” Stalowa Wola i Spółdzielni Rzemieślniczej Rzemiosł Różnych. W 1992 przeszedł na rentę, a w 2006 na emeryturę. W 2006 kandydował do rady powiatu stalowowolskiego z ramienia lokalnego komitetu.
15 października 2014 pochowany na cmentarzu komunalnym w Stalowej Woli.